# Jeff Bernat
Jeff Bernat (11 de diciembre de 1989 en Bahía de Súbic, Filipinas) es un cantante, compositor y productor filipino-americano. Debutó en 2012 con el álbum The Gentleman Approach y generó una significantiva cantidad de fanes en Corea del Sur después de que la canción "Call You Mine" del mismo álbum fuese parte de una serie de televisión llamada Fated to Love You (Mi destino es amarte) en el 2014.
Como artista independiente ha logrado estar dentro del top 5 de álbumes R&B en iTunes y participar en la banda sonora de la película Birdman. En el 2018 compuso "Romance" para la novela Risky Romance.

## Primeros años
Bernat nació en Bahía de Súbic, Filipinas, pero creció en Reno, Nevada.

### Álbumes de estudio
| Título                 | Detalles de álbum | Posicionamiento en listas |
| Título                 | Detalles de álbum | COR                       |
| ---------------------- | --- | ------------------------- |
| The Gentleman Approach | - Lanzamiento: 22 de mayo de 2012 - Discográfica: Clear Company - Formatos: CD, descarga digital Ver listaTrack listing #Bonjour (Intro) 1. Cool Girls 2. Just Vibe 3. Doesn't Matter 4. My Dear 5. Ms. Seductive 6. Girl At the Coffee Shop 7. If You Wonder 8. Call You Mine (feat. Geologic) 9. Groovin' 10. Moonlight Chemistry 11. With Love (feat. Mosaek)                                                           | —                         |
| Modern Renaissance     | - Lanzamiento: 13 de diciembre de 2013 - Discográfica: Clear Company - Formatos: CD, descarga digital Ver listaTrack listing #Intro 1. First Class 2. Workflow (feat. Dumbfoundead) 3. Higher 4. Heaven Sent 5. Pillow Talk 6. Boogie Down 7. Lavish 8. Mind Vs Heart 9. Dream Team 10. Plenty Of Reasons 11. Various Places                                                                                               | —                         |
| In the Meantime        | - Lanzamiento: 16 de enero de 2016 - Discográfica: Coridel Diversión - Formatos: CD, descarga digital Ver listaTrack listing #For You (Intro) 1. This and That 2. What'cha Need 3. Lapdance 4. No Time for Sleep (Interlude) 5. Love Affair 6. Back Seat 7. If I Could 8. Queen 9. Think of the Time 10. I Remember When                                                                                                   | —                         |
| Afterwords             | - Liberado: 24 de mayo de 2017 - Etiqueta: Coridel Diversión - Formatos: CD, descarga digital Ver listaTrack listing #Situations 1. In The Mood 2. West Coast Getaway (feat. The Cool Kids) 3. Slow Jam Hour (Interlude) 4. Come Thru (feat. Asher Roth) 5. Birthday Suit 6. Once Upon A Time 7. You Could Be (Interlude) 8. Hypnotized (feat. Blu) 9. Reassurance 10. Other Half 11. Miles In Between (feat. Joyce Wrice) | —                         |

### Artista invitado
| Título                        | Detalles de álbum | Posicionamiento en listas |
| Título                        | Detalles de álbum | COR                       |
| ----------------------------- | --- | ------------------------- |
| Sleeptalk (con Eponym & Esta) | - Lanzamiento: 5 de septiembre de 2014 - Discográfica: Soul Wings - Formatos: CD, descarga digital Ver listaTrack listing #Grand Pendulum 1. Flashy Words 2. Annie Hall 3. Sleeptalk 4. Escapism | —                         |

### Sencillos
| Título                                            | Año                | Posicionamiento en listas | Ventas                            | Álbum              |
| Título                                            | Año                | COR                       | Ventas                            | Álbum              |
| Como artista líder                                | Como artista líder | Como artista líder        | Como artista líder                | Como artista líder |
| ------------------------------------------------- | ------------------ | ------------------------- | --------------------------------- | ------------------ |
| "Heaven Sent"                                     | 2013               | —                         |                                   |                    |
| "Distance" (con Eponym & Esta)                    | 2014               | —                         |                                   |                    |
| "Come On Over" (con Doplamingo)                   | 2014               | —                         |                                   |                    |
| "Be The One"                                      | 2014               | 59                        | Fated Para Encantarte OST Parte 2 |                    |
| "Sleeptalk" (con Eponym & Esta)                   | 2014               | —                         | Sleeptalk                         |                    |
| "Makte It Official" (con Scary P, y Crucial Star) | 2014               | —                         |                                   |                    |
| "Pray" (con Gain)                                 | 2017               | 82                        |                                   |                    |
| "Da Ra Da" (con Wheein, B.O.)                     | 2017               | 43                        | Morado                            |                    |
| "Changes"                                         | 2018               |                           |                                   |                    |
| Como artista invitado                             |                    |                           |                                   |                    |
| "what2do" (Dean con Crush y Jeff Bernat)          | 2016               | 41                        | 130 humor : TRBL                  |                    |
|                                                   |                    |                           |                                   |                    |